# 1999 год
1999 (ты́сяча девятьсо́т девяно́сто девя́тый) год  по григорианскому календарю — невисокосный год, начинающийся в пятницу. Это 1999 год нашей эры, 9‑й год 10‑го десятилетия XX века 2‑го тысячелетия, 10‑й год 1990‑х годов. Он закончился 26 лет назад.
| Пн | Вт | Ср | Чт | Пт | Сб | Вс |
|    |    |    |    | 1  | 2  | 3  |
| 4  | 5  | 6  | 7  | 8  | 9  | 10 |
| 11 | 12 | 13 | 14 | 15 | 16 | 17 |
| 18 | 19 | 20 | 21 | 22 | 23 | 24 |
| 25 | 26 | 27 | 28 | 29 | 30 | 31 |

| Пн | Вт | Ср | Чт | Пт | Сб | Вс |
| 1  | 2  | 3  | 4  | 5  | 6  | 7  |
| 8  | 9  | 10 | 11 | 12 | 13 | 14 |
| 15 | 16 | 17 | 18 | 19 | 20 | 21 |
| 22 | 23 | 24 | 25 | 26 | 27 | 28 |

| Пн | Вт | Ср | Чт | Пт | Сб | Вс |
| 1  | 2  | 3  | 4  | 5  | 6  | 7  |
| 8  | 9  | 10 | 11 | 12 | 13 | 14 |
| 15 | 16 | 17 | 18 | 19 | 20 | 21 |
| 22 | 23 | 24 | 25 | 26 | 27 | 28 |
| 29 | 30 | 31 |    |    |    |    |

| Пн | Вт | Ср | Чт | Пт | Сб | Вс |
|    |    |    | 1  | 2  | 3  | 4  |
| 5  | 6  | 7  | 8  | 9  | 10 | 11 |
| 12 | 13 | 14 | 15 | 16 | 17 | 18 |
| 19 | 20 | 21 | 22 | 23 | 24 | 25 |
| 26 | 27 | 28 | 29 | 30 |    |    |

| Пн | Вт | Ср | Чт | Пт | Сб | Вс |
|    |    |    |    |    | 1  | 2  |
| 3  | 4  | 5  | 6  | 7  | 8  | 9  |
| 10 | 11 | 12 | 13 | 14 | 15 | 16 |
| 17 | 18 | 19 | 20 | 21 | 22 | 23 |
| 24 | 25 | 26 | 27 | 28 | 29 | 30 |
| 31 |    |    |    |    |    |    |

| Пн | Вт | Ср | Чт | Пт | Сб | Вс |
|    | 1  | 2  | 3  | 4  | 5  | 6  |
| 7  | 8  | 9  | 10 | 11 | 12 | 13 |
| 14 | 15 | 16 | 17 | 18 | 19 | 20 |
| 21 | 22 | 23 | 24 | 25 | 26 | 27 |
| 28 | 29 | 30 |    |    |    |    |

| Пн | Вт | Ср | Чт | Пт | Сб | Вс |
|    |    |    | 1  | 2  | 3  | 4  |
| 5  | 6  | 7  | 8  | 9  | 10 | 11 |
| 12 | 13 | 14 | 15 | 16 | 17 | 18 |
| 19 | 20 | 21 | 22 | 23 | 24 | 25 |
| 26 | 27 | 28 | 29 | 30 | 31 |    |

| Пн | Вт | Ср | Чт | Пт | Сб | Вс |
|    |    |    |    |    |    | 1  |
| 2  | 3  | 4  | 5  | 6  | 7  | 8  |
| 9  | 10 | 11 | 12 | 13 | 14 | 15 |
| 16 | 17 | 18 | 19 | 20 | 21 | 22 |
| 23 | 24 | 25 | 26 | 27 | 28 | 29 |
| 30 | 31 |    |    |    |    |    |

| Пн | Вт | Ср | Чт | Пт | Сб | Вс |
|    |    | 1  | 2  | 3  | 4  | 5  |
| 6  | 7  | 8  | 9  | 10 | 11 | 12 |
| 13 | 14 | 15 | 16 | 17 | 18 | 19 |
| 20 | 21 | 22 | 23 | 24 | 25 | 26 |
| 27 | 28 | 29 | 30 |    |    |    |

| Пн | Вт | Ср | Чт | Пт | Сб | Вс |
|    |    |    |    | 1  | 2  | 3  |
| 4  | 5  | 6  | 7  | 8  | 9  | 10 |
| 11 | 12 | 13 | 14 | 15 | 16 | 17 |
| 18 | 19 | 20 | 21 | 22 | 23 | 24 |
| 25 | 26 | 27 | 28 | 29 | 30 | 31 |

| Пн | Вт | Ср | Чт | Пт | Сб | Вс |
| 1  | 2  | 3  | 4  | 5  | 6  | 7  |
| 8  | 9  | 10 | 11 | 12 | 13 | 14 |
| 15 | 16 | 17 | 18 | 19 | 20 | 21 |
| 22 | 23 | 24 | 25 | 26 | 27 | 28 |
| 29 | 30 |    |    |    |    |    |

| Пн | Вт | Ср | Чт | Пт | Сб | Вс |
|    |    | 1  | 2  | 3  | 4  | 5  |
| 6  | 7  | 8  | 9  | 10 | 11 | 12 |
| 13 | 14 | 15 | 16 | 17 | 18 | 19 |
| 20 | 21 | 22 | 23 | 24 | 25 | 26 |
| 27 | 28 | 29 | 30 | 31 |    |    |

Объявлен ООН Международным годом пожилых людей.

## События

### Январь
- 1 января
  - Введение евро в безналичных расчётах[1][2][3].
  - Управление по финансовому надзору Исландии начало свою деятельность.
  - В соответствии со вступившим в силу Федеральным Законом Российской Федерации «О государственной дактилоскопической регистрации в Российской Федерации» граждане России с 18 лет получили возможность обратиться с письменным заявлением в паспортно-визовую службу органа внутренних дел по месту жительства и встать на дактилоскопический учёт.
  - В Польше вступила в силу реформа административно-территориального деления[4].
- 4 января — Ограбление знаменитого храма Покрова на Нерли. Преступник вынес две иконы, золотые и серебряные цепочки, крестики и медальоны из церковной лавки.
- 7—8 января — В Гобустанской закрытой тюрьме в Азербайджане вспыхнул крупный мятеж, известный как «генеральский».
- 8 января — Пропала без вести советская и российская актриса театра и кино Вера Ивлева (тело нашли в марте; по данным следствия, она попала под машину, водитель которой, чтобы замести следы, закопал тело; преступник так и не был найден).
- 9 января — При попытке ареста французскими военными в Боснии убит югослав Драган Гагович, обвинённый международным судом в военных преступлениях.

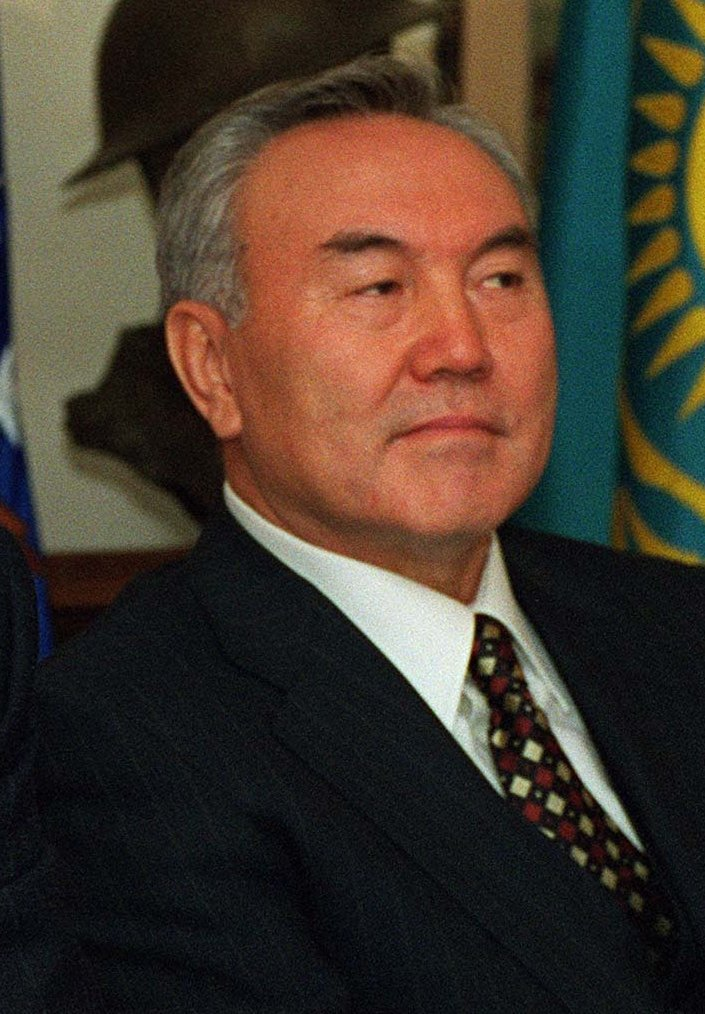
Нурсултан Назарбаев

- 10 января — На президентских выборах в Казахстане подавляющим большинством голосов (более 80 %) вновь избран президент Н. А. Назарбаев.
- 11 января
  - Корпорация Intel анонсирует микропроцессоры следующего поколения, известные ранее под кодовым наименованием Katmai. Выпуск чипов начат под товарным знаком — Intel® Pentium® III.
  - Бюлент Эджевит, возглавлявший входившую в правительственную коалицию Демократическую левую партию (ДЛП), сформировал новое правительство меньшинства Турции, которое оставалось у власти до 18 апреля.
- 12 января — Отстранённый от власти малийский диктатор Муса Траоре и его жена были приговорены к смертной казни за крупные хищения[2], но президент Альфа Умар Конаре снова заменил этот приговор на пожизненное заключение.
- 13 января — В катастрофе американского самолёта-заправщика «Боинг-707» в Гайленкирхене погибли 4 человека[5].
- 15 января — Массовое убийство в Рачаке в ходе военного конфликта между югославской полицией и албанскими сепаратистами.
- 17 января — У здания посольства США в Москве взорвался автомобиль ВАЗ-2106[6]. Никто не пострадал.
- 18 января — На парламентских выборах на Гренаде правящая Новая национальная партия (ННП) получила все места в парламенте. Лидер ННП Кит Митчелл стал премьер-министром страны.
- 20 января — Суд в Шанхае приговорил в первом политическом интернет-процессе в Китае компьютерного предпринимателя из-за мнимой попытки переворота на 2 года заключения. Его обвинили в передаче примерно 30000 электронных адресов издателю журналов в изгнании с целью снабжать получателей запрещённой в Китае информацией[7].
- 21 января — Армения и Гаити установили дипломатические отношения[8].
- 23 января
  - Жан-Франсуа Нтутум Эман стал премьер-министром Габона.
  - Взрыв гранаты на Курском вокзале в Москве: один погибший.
- 24 января — В Колумбии произошло сильное землетрясение, в результате которого свыше 700 человек погибло, и свыше 3000 — ранено[2].
- 27 января—3 февраля — в Азербайджане прошла перепись населения.
- 31 января
  - В Лихтенштейне прошёл референдум по медицинскому страхованию. Предложение было отклонено 66 % избирателей.
  - Вышла первая часть серии игр Silent Hill[2].
  - В эфир на канале Fox вышел пилотный выпуск «Гриффинов».

### Февраль
- 2 февраля — Уго Чавес вступил в должность президента Венесуэлы.
- 6 февраля—19 марта — В замке Рамбуйе (Франция) с участием представителей стран-членов Контактной группы по бывшей Югославии (Великобритания, Италия, Россия, США, Франция, ФРГ) прошли переговоры между враждующими сторонами в Косово. Участники не смогли достичь соглашения, и переговоры были прерваны[3].
- 7 февраля
  - Королём Иордании становится Абдалла II ибн Хуссейн.
  - В Сирии прошёл референдум по переизбранию президента Сирийской Арабской Республики.
- 10 февраля
  - В результате крупного пожара в Самарском ГУВД погибли 57 человек, более 200 человек были эвакуированы.
  - Совет Безопасности ООН принял резолюцию № 1227 в связи с обострением пограничного конфликта между Эритреей и Эфиопией. Совет Безопасности потребовал немедленно прекратить боевые действия и возобновить дипломатические усилия с целью мирного разрешения конфликта.
  - Латвия вступила в ВТО[9].
- 12 февраля — Армения и Белиз установили дипломатические отношения[10].
- 15 февраля — в Кении турецкими службами безопасности захвачен лидер Курдской рабочей партии Абдулла Оджалан.
- 16 февраля — в Ташкенте (Узбекистан) произошёл теракт[2].
- 16—23 февраля — в Беларуси прошла перепись населения.
- 20 февраля — старт космического корабля Союз ТМ-29. Экипаж старта — В. М. Афанасьев, Ж.-П. Эньере (Франция) и И. Белла (Словакия).
- 23 февраля — на австрийский лыжный курорт Гальтюр обрушилась лавина, погиб 31 человек.
- 24 февраля — в окрестностях Вэньчжоу потерпел катастрофу Ту-154М компании China Southwest Airlines[англ.], в результате чего погиб 61 человек.
- 25 февраля—4 марта — в Казахстане прошла перепись населения.
- 28 февраля
  - Приземление корабля Союз ТМ-28. Экипаж посадки — Г. И. Падалка, И. Белла (Словакия).
  - В Нигерии состоялись президентские выборы. Победу на них одержал кандидат от Народной демократической партии, бывший глава государства отставной генерал Олусегун Обасанджо, собравший свыше 60 % голосов.

### Март
- 1 марта — вступил в силу Оттавский договор о запрещении применения, производства, накопления и экспорта противопехотных мин.
- 3 марта — Моника Левински публично извинилась перед американцами за роль, которую она играла в деле по импичменту президента США Билла Клинтона[2].
- 4 марта — Абдуррауф ар-Равабде стал премьер-министром Иордании.
- 5 марта
  - В Санкт-Петербурге парафирован «Договор о делимитации государственной границы и разграничении акваторий между Российской Федерацией и Эстонской Республикой»
  - Бывший полковник генштаба Министерства обороны РФ Дмитрий Ситраков, угрожая охотничьим ружьём, захватил главного бухгалтера банка «Российский кредит» и, угрожая расправиться с бухгалтером и взорвать здание банка, потребовал свой вклад — 22 000 долларов, требующийся ему для лечения жены. В момент передачи денег был арестован.
- 6 марта — Хамад ибн Иса Аль Халифа становится эмиром Бахрейна.
- 7 марта
  - Рыночно-экономические ориентированные партии одержали победу на парламентских выборах в Эстонии. 25 марта парламент избрал консервативного политика Март Лаара новым главой правительства.
  - На президентских выборах в Сальвадоре победу одержал Франсиско Гильермо Флорес.
  - В Того прошёл первый тур парламентских выборов.
  - На парламентских выборах в Экваториальной Гвинее победу одержала Демократическая партия Экваториальной Гвинеи, которая в сумме получила 85,5 % голосов.
- 9 марта
  - Установлены дипломатические отношения между Российской Федерацией и Федеративными Штатами Микронезии[11].
  - На парламентских выборах в Антигуа и Барбуде победа вновь досталась ЛПА, но оппозиция обвинила власти в многочисленных нарушениях.
- 12 марта — Венгрия, Польша и Чехия вступили в НАТО[2][3].
- 13—14 марта — взрывы в Стамбуле. В результате первого взрыва погибло 13 человек, в результате второго — 2 получили ранения. Третья бомба, была найдена в районе ресторана Burger King и успешно обезврежена.
- 14 марта — Катастрофа Ми-8 в Гаити. Погибли 6 членов российского экипажа, 6 аргентинцев (врач и пять полицейских) и гражданин США[12].
- 16 марта — Катастрофа Ми-8 в Камчатском крае. Погиб 21 человек[13].
- 18 марта — Пожар в психоневрологическом диспансере в селе Михайловское Вологодской области.
- 19 марта
  - Совершён террористический акт на Центральном рынке Владикавказа (Северная Осетия).
  - Проводится первая трансляция передач iTV с Шаболовки с использованием технологии IP/TV. Пробные трансляции до этого велись лишь во время нескольких Internet пресс-конференций[2].
- 20 марта — Достигнута договорённость о выдаче Ливией лиц, подозреваемых в причастности к авиакатастрофе в Локерби в 1988 г., для судебного разбирательства в Нидерландах. Таким образом решена главная проблема на пути снятия международных санкций в отношении Ливии.
- 21 марта
  - На парламентских выборах в Финляндии усилилось несоциалистическое большинство.
  - Парламентские выборы в Танзании.
  - Второй тур парламентских выборов в Того.
  - После 478-часового путешествия Бертран Пикар и Брайан Джонс стали первыми людьми, облетевшими Землю на воздушном шаре[2].
- 22 марта
  - В 8.20 утра в Омске совершено покушение на первого вице-губернатора Омской области Андрея Голушко. Водитель убит автоматной очередью из «Калашникова» (3 пули попали в голову), Голушко получил ранения в колено и пах[14].
  - Армения и Сальвадор установили дипломатические отношения[15].

- 24 марта

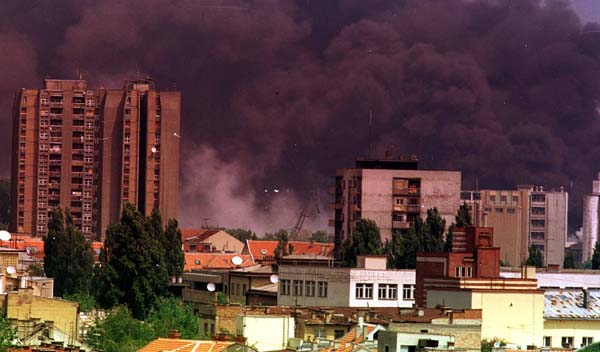
Нови-Сад во время бомбардировок Югославии силами НАТО

  - Начало военной операции НАТО в Югославии, продолжавшейся до 10 июня[1][3].
  - Пожар в Монбланском тоннеле, 38 погибших.
- 24—25 марта — массовое убийство жителей косовской деревни Бела-Црква.
- 25 марта
  - Гибель в автомобильной аварии лидера Народного Руха Украины Вячеслава Черновола.
  - По данным албанских свидетелей, специальное полицейское подразделение вошло в село Велика-Круше, возле Ораховац, отделило мужчин от мальчиков, и убило их. Human Right Watch сообщила, что более 90 человек были убиты. После резни женщины и дети были изгнаны из города.
- 26 марта
  - Резня в Сува-Реке, массовое убийство 48 косовских албанцев сербскими полицейскими.
  - Зафиксировано появление вируса «Мелисса», поразившего за короткое время сотни тысяч компьютеров во всём мире[2].
- 27 марта — югославские войска ПВО сбили американский штурмовик F-117 — первая в истории боевая потеря самолёта, построенного по технологии «стелс».
- 28 марта
  - В Тихом океане с морской плавучей платформы «Одиссей», находящейся в 2250 километрах к югу от Гавайских островов на экваторе, осуществлён первый пуск ракеты-носителя «Зенит-3SL», которая вывела на околоземную орбиту габаритно-весовой макет спутника связи «Демо-Сэт»[1].
  - Во время митинга против бомбежек Югославии авиацией НАТО в Москве здание посольства США попытались обстрелять из гранатомёта. Зданию потребовался серьёзный косметический ремонт, так как были выбиты стёкла и забрызган разноцветной краской почти весь фасад[16].
  - Резня в Избице привела к гибели около 93 косовских албанцев, в основном гражданских мужчин в возрасте от 60 до 70. В этот же день отрядом Скорпионы, сербской военизированной организации в сочетании со специальным антитеррористическим подразделением Сербии совершенно убийство 14 косовских албанцев и мирных жителей в Подуево, в основном женщин и детей. Одна из выживших в этой бойне, 13-летняя Саранда Богуевци, получила внимания СМИ после того, как ей удалось привлечь к ответственности убийц при помощи нескольких организаций из Сербии, Канады и Соединённого Королевства.
  - В эфир вышел первый эпизод сериала «Футурама».
- 30 марта — На парламентских выборах в Бенине Партия возрождения Бенина осталась крупнейшей парламентской партией, увеличив своё представительство с 21 до 27 из 83 мест парламента, тогда как Партия демократического обновления потеряла места, оставшись лишь с 11 местами. Явка составила 71,9 %.

### Апрель
- 1 апреля
  - Boeing 747 Air China (рейс 9018) вырулил на действующую ВПП аэропорта О’Хара во время взлёта другого Boeing 747 — южнокорейского самолёта рейса 36. Столкновения удалось избежать. На борту рано вырулившего китайского грузового самолёта было 8 человек, на борту корейского авиаперевозчика — 379 пассажиров.
  - Любенич стал местом массового убийства около 66 человек, по данным жителей деревни.
- 2 апреля
  - На границе Таджикистана с Афганистаном разбивается российский вертолёт Ми-8[17].
  - Грузия, Азербайджан и Узбекистан вышли из Договора о коллективной безопасности[18].
- 3 апреля
  - В 10.30 разбился боевой вертолёт Ми-24 в Дагестане. Все 3 члена экипажа погибли.
  - Обстрелян гражданский самолёт Ан-24 в Дагестане.
- 4 апреля
  - У здания приёмной ФСБ РФ на Кузнецком мосту сработало безоболочное взрывное устройство мощностью около 2 кг тротила. Пострадали сотрудник милиции и один из охранников ФСБ[19].
  - Ураган на Юго-Западе Луизианы (США). Шестеро погибших, более 100 раненых.
  - Гвидо де Марко стал президентом Мальты.
- 5 апреля — В Москве сгорело здание Министерства транспорта России. Пожар начался в 20:50. Жертв нет.
- 6 апреля
  - В Турции разбился «Боинг-737»[2]. Погибли все 6 человек на его борту.
  - В Канаде бывший водитель компании, уволенный с работы, приходит в компанию и открывает огонь из автоматической винтовки. Убито четверо, более 10 раненых. Сам покончил с собой.
  - Приостановлено действие международных санкций в отношении Ливии.
- 9 апреля
  - На президентских выборах в Джибути победил Исмаил Омар Гелле, единственный кандидат от НОП.
  - Военный переворот в Нигере.
- 12 апреля
  - Авария на Вуппертальской подвесной дороге, в ходе которой 5 человек погибли и 47 получили ранения.
  - Ударом натовского самолёта F-15E уничтожен пассажирский поезд номер 393, следовавший из Ниша через Вранье, Скопье в Афины и проходивший по мосту Грделичка клисура (пилот имел приказ разрушить мост)[20]. В результате найдено 9 тел и ещё фрагменты четырёх, многие считаются пропавшими без вести[21]. Генеральный секретарь НАТО Хавьер Солана оправдывает ошибку пилота.
- 14 апреля — на дороге Джяковица-Дечани в Югославии в результате авианалёта погибли албанские беженцы.
- 15 апреля
  - Зарегистрирован сайт livejournal.com (Живой журнал).
  - Абдель Азиз Бутефлика избран президентом Алжира с результатом в 74 % голосов.
  - Международная команда астрономов объявила об обнаружении больших планет у звезды Эпсилон созвездия Андромеды[2].
- 18 апреля
  - Парламентские выборы в Исландии.
  - Референдум о введении мажоритарной системы голосования в Италии.
  - По итогам парламентских выборов в Турции наибольшее число голосов набрала Демократическая левая партия премьер-министра Эджевита, который таким образом возглавил коалиционное правительство, куда, помимо лидеров ДЛП, вошли также представители Партии националистического движения (ПНД) и Партии отечества (ПО).
  - На народном референдуме принята конституция Швейцарии, за неё проголосовало 59,2 % голосовавших и 13 из 26 кантонов. По сравнению с предыдущей конституцией 1874 года в ней не произошло коренных изменений регулирования общественных отношений.
- 20 апреля — трагедия в старшей школе «Колумбайн» (Колумбайн, Колорадо, США). Двое подростков расстреляли своих одноклассников и учителя.
- 23 апреля — авиаудар по белградскому телецентру. Погибли 16 человек, ещё 16 получили ранения различной степени тяжести.
- 24 апреля — утром произошёл взрыв на улице Гоголя в Екатеринбурге у здания генеральных консульств США и Великобритании. На автостоянке, расположенной вблизи здания консульств, около 04:50 по московскому времени сработало неустановленное взрывное устройство. В результате в зданиях, находящихся поблизости, было выбито несколько стёкол и повреждён автомобиль «Москвич». Жертв не было. По некоторым данным, сумку со взрывным устройством выбросили неизвестные злоумышленники, проезжавшие мимо на «Ауди». По предположениям специалистов, в подброшенной сумке находился взрывпакет. Прокуратура Екатеринбурга возбудила уголовное по ст. 205 УК РФ («терроризм»), а охрана генерального консульства США в Екатеринбурге была усилена.
- 25 апреля
  - 10000 практикующих Фалуньгун в течение суток апеллировали к правительству Китая в Чжунанхай в связи с незаконными арестами 30 человек, которых арестовали в Тяньцзине.
  - Состоялись первые прямые выборы главы Карачаево-Черкесской Республики. Выборы не выявили победителя, назначено повторное голосование по кандидатурам Станислава Дерева и Владимира Семёнова[22].
  - На конституционном референдуме в Венесуэле большинство венесуэльцев одобрили идею о созыве ассамблеи с целью разработки новой конституции.
- 26 апреля
  - Компьютерный вирус «Чернобыль» поразил, по разным оценкам, до полумиллиона компьютеров по всему миру[2].
  - В лифте гостиницы «Интурист» произошёл мощный взрыв. Пострадали 11 человек. Мощность неустановленного взрывного устройства составила примерно 1 килограмм тротила. Зданию был причинён значительный ущерб.
- 27 апреля
  - Резня в Меже, более трёхсот косовских албанцев были убиты югославскими и сербскими силами.
  - Грузия становится 41-м членом Совета Европы[23][24].
  - При рутинном полёте в Албании один из 24 расположенных американских боевых вертолётов «Apache» потерпел катастрофу[25].

### Май
- 1 мая
  - Вступил в силу Амстердамский договор, внёсший существенные изменения в Маастрихтский договор о Европейском союзе.
  - Создана Организация черноморского экономического сотрудничества[26]
- 2 мая
  - Массовое убийство у Вучитрна, сербские полицейские и военные казнили 100—120 косовских албанцев из колонны беженцев
  - На Эвересте обнаружено тело британского горовосходителя Джорджа Ли Мэллори (George Mallory). В 1924 году он пропал вместе с напарником Эндрю Ирвайном (Andrew Irvine) после разразившейся метели. Местоположение тела Мэллори свидетельствовало о высокой вероятности того, что их восхождение увенчалось успехом[2].
- 3 мая — Разрушительный смерч со скоростью ветра до 512 км/ч обрушился на штаты Оклахома и Канзас.
- 4 мая
  - В Москве состоялся учредительный съезд коммунистической организации Авангард красной молодёжи.
  - Ирена Дягутене стала и. о. премьер-министром Литовской Республики.
- 5 мая
  - Македония закрыла свои границы для албанских беженцев из Косово[2].
  - Впервые в истории Шотландии состоялись выборы собственного парламента[2].
- 5—6 мая — Смерч в штатах Канзас, Арканзас, Техас.
- 7 мая
  - Впервые с раскола христианской церкви в 1054 году папа римский посетил православную страну (Румынию)[2].
  - Удар по городу Ниш. Высокоточная ракета попала в здание посольства Китая в Белграде[27].
- 8 мая — Исмаил Омар Гелле вступил в должность президента Джибути.

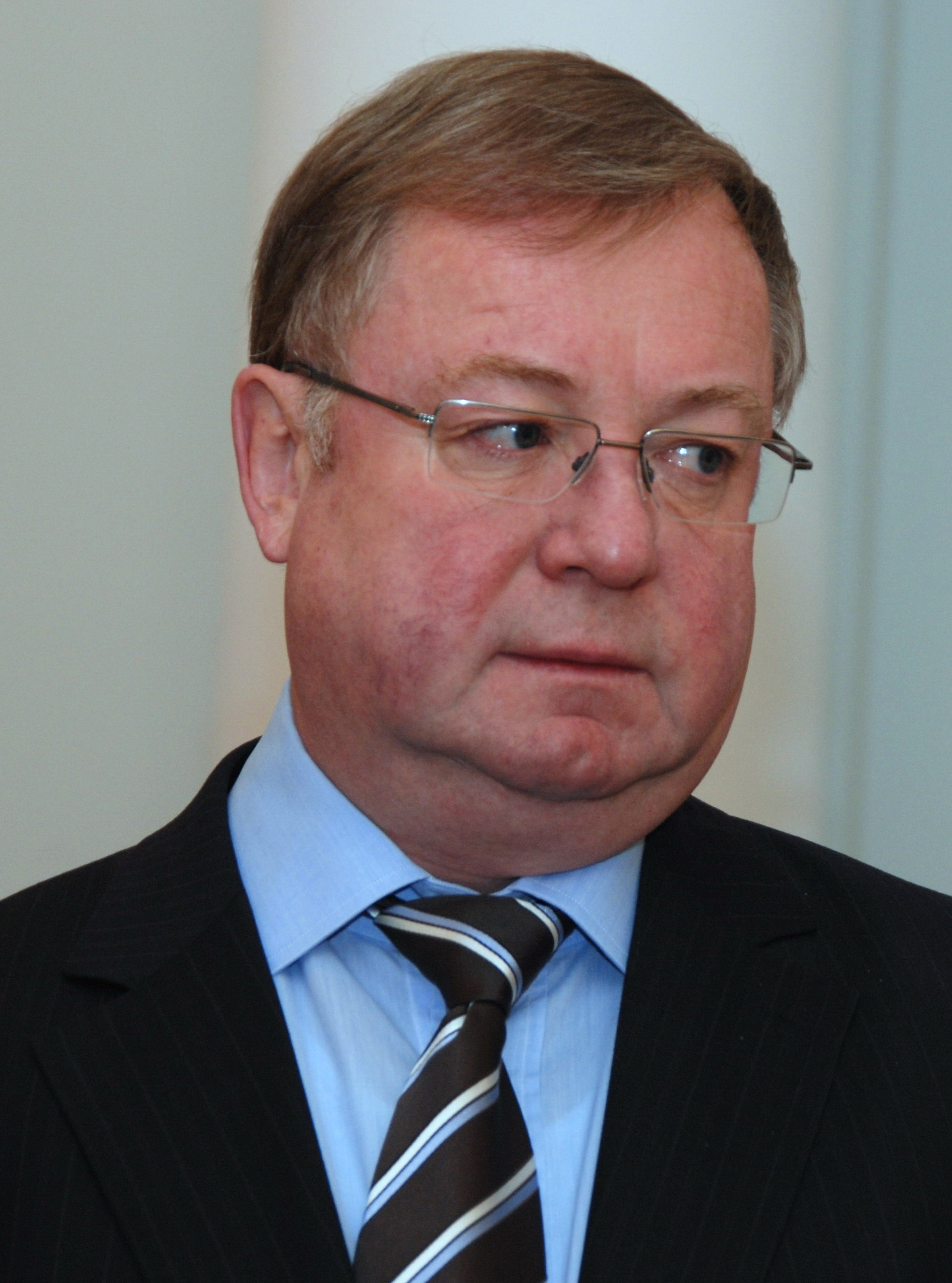
Сергей Степашин

- 12 мая — Сергей Степашин назначен и. о. Председателя Правительства РФ. 19 мая был утверждён Государственной Думой на посту председателя Правительства[3].
- 13 мая — Бомбардировка колонны албанских беженцев вблизи деревни Кориша. В результате налёта погибло от 48 до 87 и было ранено не менее 60 мирных жителей.
- 14 мая — в селе Чушка сербскими силами безопасности, югославской армией и полувоенным отрядом «Шакалы» совершено убийство 41 косовского албанца, возрастом от 19 до 69 лет.
- 15 мая
  - В Госдуме состоялась попытка отрешения от должности президента РФ Б. Н. Ельцина. Депутатам не удалось набрать необходимых 300 голосов ни по одному из пяти пунктов обвинения против Б. Н. Ельцина[3][28].
  - В первом туре президентских выборов в Словакии победу одержал Рудольф Шустер.
- 16 мая
  - Состоялось повторное голосование по выборам Карачаево-Черкесской Республики, выборы уверенно выиграл генерал Владимир Семёнов[22].
  - Серия терактов была совершена в военном городке «Спутник», расположенном в окрестностях Владикавказа. В трёх 5-этажных домах, где проживали офицеры 58-й армии, сработали взрывные устройства. 18 квартир превратились в руины, ещё 60 получили значительные повреждения. 4 человека погибли, 9 получили ранения различной тяжести. По данным следственных органов данное преступление было осуществлено той же террористической группой, которая провела теракт 19 марта на Центральном рынке Владикавказа.
  - В Белоруссии состоялись президентские выборы, которые признаны недействительными.

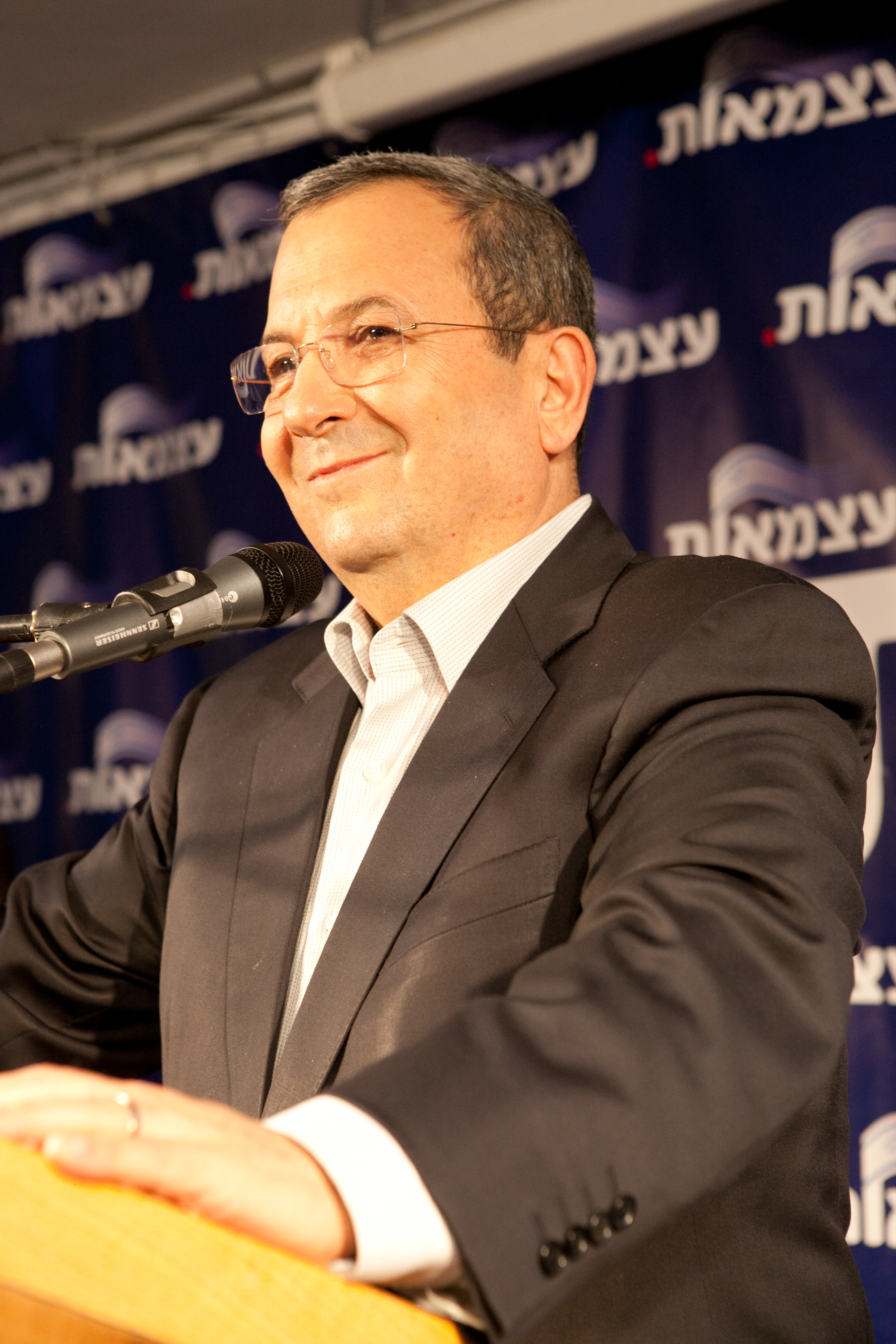
Эхуд Барак

- 17 мая — Эхуд Барак стал премьер-министром Израиля[2].
- 18 мая
  - Сильный ураган на Южном берегу Крыма.
  - Правительство Канады после года дискуссий заявило, что оно не будет регулировать и контролировать Интернет в стране[2].
  - Роландас Паксас стал премьер-министром Литовской республики.
- 19 мая — Государственная Дума РФ приняла закон о переименовании города Новгорода в Великий Новгород[2].
- 23 мая — в Республике Молдова прошли всеобщие местные выборы, в ходе которых были избраны 628 примаров, 312 муниципальных советников/советников уезда и 6105 сельских/городских советников.
- 24 мая — при взрыве на шахте в Донецке погиб 41 шахтёр. Причиной аварии на глубине 1000 м является испорченное устройство вентилятора.
- 26 мая — начало Каргильской войны между Индией и Пакистаном (продолжалась до 26 июля)[2].
- 27 мая
  - 94-й старт (STS-96) по программе Спейс Шаттл. 26-й полёт шаттла Дискавери. Экипаж — Кеннет Роминджер, Рик Хасбанд, Даниэль Барри, Валерий Токарев (Россия), Эллен Очоа, Джули Пайетте (Канада), Тамара Джерниган.
  - Международный трибунал по бывшей Югославии предъявил Слободану Милошевичу, Милану Мулутиновичу, Николе Саиновичу, Драголюбу Ояничу и Владко Стойльковичу обвинение в военных преступлениях и выдал ордер на их арест[29].
- 28 мая — после 15 лет споров в Канаде принят закон, по которому возраст наступления уголовной ответственности для подростков снижен с 16 до 14 лет[2].
- 29 мая
  - Рудольф Шустер одержал победу во втором туре президентских выборов в Словакии.
  - Принятие Конституции Нигерии.
- 30 мая
  - В Минске произошла трагедия на Немиге (массовая давка в подземном переходе Минска возле станции метро «Немига», жертвами которой стали 53 человека)[2].
  - Состоялись выборы Губернатора Белгородской области. Действующий губернатор Евгений Савченко подтвердил свои полномочия, а один из ведущих российских политиков и лидер ЛДПР Владимир Жириновский занял только третье место[22].
  - На парламентских выборах в Армении победу одержал блок «Единство», главными силами которого были Республиканская партия во главе с министром обороны Вазгеном Саркисяном и Народная партия во главе с бывшим лидером Армянской ССР Кареном Демирчяном.

### Июнь
- Июнь—Декабрь — группа членов АОК совершила массовое убийство в Гнилане.
- 1 июня
  - Вазген Саркисян стал премьер-министром Армении.
  - Авиакатастрофа рейса 1420 авиакомпании American Airlines.
- 3 июня — в России введён запрет на реализацию куриного мяса из Бельгии[2].
- 4 июня
  - Объявлено об открытии новой федеральной столицы Малайзии — Путраджайи[2].
  - В Ингушетии начались торжества, посвящённые переезду администрации в новую столицу — г. Магас[2].
- 5 июня — в Липецкой области при выполнении авиационно-химических работ потерпел катастрофу самолёт Авиатика-МАИ-890. Пилот погиб.
- 9 июня — в Куманове представителями Армии Югославии и блока НАТО подписано военно-техническое соглашение, Косово перешло под контроль сил KFOR.
- 10 июня — принята Резолюция Совета Безопасности ООН 1244. Завершение косовской войны.
- 11 июня — Принятие Конституции Финляндии.
- 12 июня — батальон российских десантников совершил марш-бросок с базы миротворческих сил в Боснии и Герцеговине на Косово, преодолев более чем 600 км за 7,5 часов, и занял аэропорт «Слатина» раньше войск НАТО. В этот же день введены сухопутные войска НАТО на территорию Сербии.
- 13 июня
  - Парламентские выборы в Люксембурге. На них Христианско-социальная народная партия получила 19 мест и вновь стала крупнейшей парламентской партией, создав коалицию с Демократической партией, а Жан-Клод Юнкер вновь стал премьер-министром страны.
  - В районе косовской деревни Дулье (Призренский Подгор) в 25 км от города Призрен совершено убийство двух специальных корреспондентов из немецкого журнала Stern Габриэля Грюнера и Фолькера Кремера, был убит также их переводчик Сенол Алит. Убийство не раскрыто до сих пор: в его совершении подозревают как югославских пограничников с КПП у Дульевского ущелья (западная часть Косова и Метохии, контролируемая самопровозглашённой Республикой Косово), так и британских солдат из миротворческого контингента KFOR.
- 14 июня
  - Верховный суд США отменил 65-летний запрет на телерекламу казино[2].
  - Табо Мбеки вступил в должность президента ЮАР.
- 15 июня
  - В Бельгии запрещена продажа «Кока-Колы» из-за повышенного уровня химикатов в ней[2].
  - При сильном землетрясении в Мексике погибли минимум 15 человек.
  - Бакили Мулузи от Объединённого демократического фронта был вновь избран президентом, получив большинство голосов, а его Объединённый демократический фронт одержал победу на парламентских выборах, получив 93 из 192 мест.
- 18—20 июня — в Кёльне состоялся саммит «Большой восьмёрки».
- 19 июня — вышла первая версия (1.0 Beta) популярнейшего онлайн-шутера Counter-Strike[2].
- 20 июня — югославские войска оставляют Косово и Метохию.
- 21 июня — начало боевых действий в Южной Сербии между войсками СР Югославия (ВС и полиция) и незаконным вооружённым формированием «Армия освобождения Прешево, Медведжи и Буяноваца»
- 22 июня
  - У здания МВД России на Житной улице было обнаружено взрывное устройство с часовым механизмом мощностью около 300 грамм тротилового эквивалента. Оно взорвалось до того, как его успели обезвредить. Взрывной волной были повреждены несколько автомашин и часть стёкол в здании министерства. Жертв и пострадавших не было[30][31][32][33].
  - Извержение вулкана на Филиппинах[2].
- 28 июня — взрыв на автобусной остановке во Владикавказе. Были ранены 12 человек[34].
- 30 июня — недалеко от города Вест Элтон, Миссури было обнаружено тело Рикки Маккормика. Следствие интерпретировало данную смерть как убийство лишь 12 лет спустя. Тогда же было объявлено об обнаружении в карманах погибшего записок, написанных убитым непонятным шифром. Согласно версии следствия в найденных записках может содержаться информации об убийцах, которые равно как и мотивы убийства, а также точная причина смерти не установлены.

### Июль
- 1 июля — Впервые за 300 лет открылось заседание парламента Шотландии.
- 5 июля
  - Куба предъявила Соединённым Штатам иск на сумму 181 млрд долларов за ущерб, причинённый 40-летней экономической блокадой[2].
  - В южно-сербском промышленном городе Лесковац 20 000 человек проводят демонстрации против югославского президента Слободана Милошевича. Это самый большой акт протеста с конца войны Косово.
- 8 июля — Вайра Вике-Фрейберга стала президентом Латвии.
- 10 июля — В Лусаке главы государств Анголы, ДР Конго, Намибии, Руанды, Уганды, Замбии и Зимбабве подписали соглашение о прекращении огня.
- 11 июля — Михаэль Шумахер в аварии на Гран-при Великобритании получает тяжёлую травму — сложный перелом правой ноги. Это фактически лишило его шансов на чемпионство в сезоне 1999 года[2].
- 12 июля — Ги Верхофстадт стал главой правительства Бельгии.
- 16 июля
  - Джон Ф. Кеннеди мл., сын убитого президента США Джона Ф. Кеннеди, погиб при катастрофе частного самолёта у берега Мартас-Винъярд.
  - Андрис Шкеле стал премьер-министром Латвии.
- 18 июля — В Нигере на референдуме[англ.] принята Конституция Республики Нигер.
- 21 июля
  - В Ингушетии мужчинам разрешено иметь четырёх жён[2][35].
  - Установлены дипломатические отношение между Казахстаном и Чадом[36].
- 22 июля
  - Госсовет Кубы обнародовал декрет, направленный на пресечение попыток нелегально покинуть территорию острова[2].
  - Несколько тысяч оппозиционеров демонстрируют в Минске против следующего пребывания в посту президента Александра Лукашенко. Его регулярный пятилетний срок правления истёк накануне. После спорного референдума 1996 года он позволил продлевать их, тем не менее, до 2001 года.
  - Правительство Монголии ушло в отставку, временно исполняющий обязанности премьер-министра стала Ням-Осорын Туяа.
- 23 июля
  - 95-й старт (STS-93) по программе Спейс Шаттл. 26-й полёт шаттла Колумбия. Экипаж — Айлин Коллинз, Джефри Эшби, Мишель Тонини (Франция), Стивен Хоули, Катерина Коулман. Коллинз — первая женщина-командир шаттла.
  - В деревне Старо-Грацко в Косово совершенно массовое убийство 14 сербских фермеров.
  - Мухаммед VI становится королём Марокко.
- 24 июля — Армения и Суринам установили дипломатические отношение[37].
- 25 июля — состоялись выборы в Конституционную ассамблею (Учредительное собрание) Венесуэлы.
- 26 июля — грузовой самолёт Ил-76ТД авиакомпании Эльф-эйр, выполняя взлёт с иркутского аэропорта в сторону Байкала, не смог набрать высоту и потерпел катастрофу.
- 30 июля — главой правительства Монголии назначен Ринчиннямын Амаржаргал.
- 30 июля—27 сентября — вооружённые столкновения между боевиками Исламского движения Узбекистана (ИДУ) и вооружёнными силами Кыргызстана и Узбекистана.

### Август
- 4 августа — Узбекистан и Маврикий установили дипломатические отношения[38].
- 5 августа — Правительство югославской республики Черногория официально высказывается за роспуск Федеративной республики Югославию в её современной форме. Черногория стремится вместо этого к свободному союзу с Сербией.

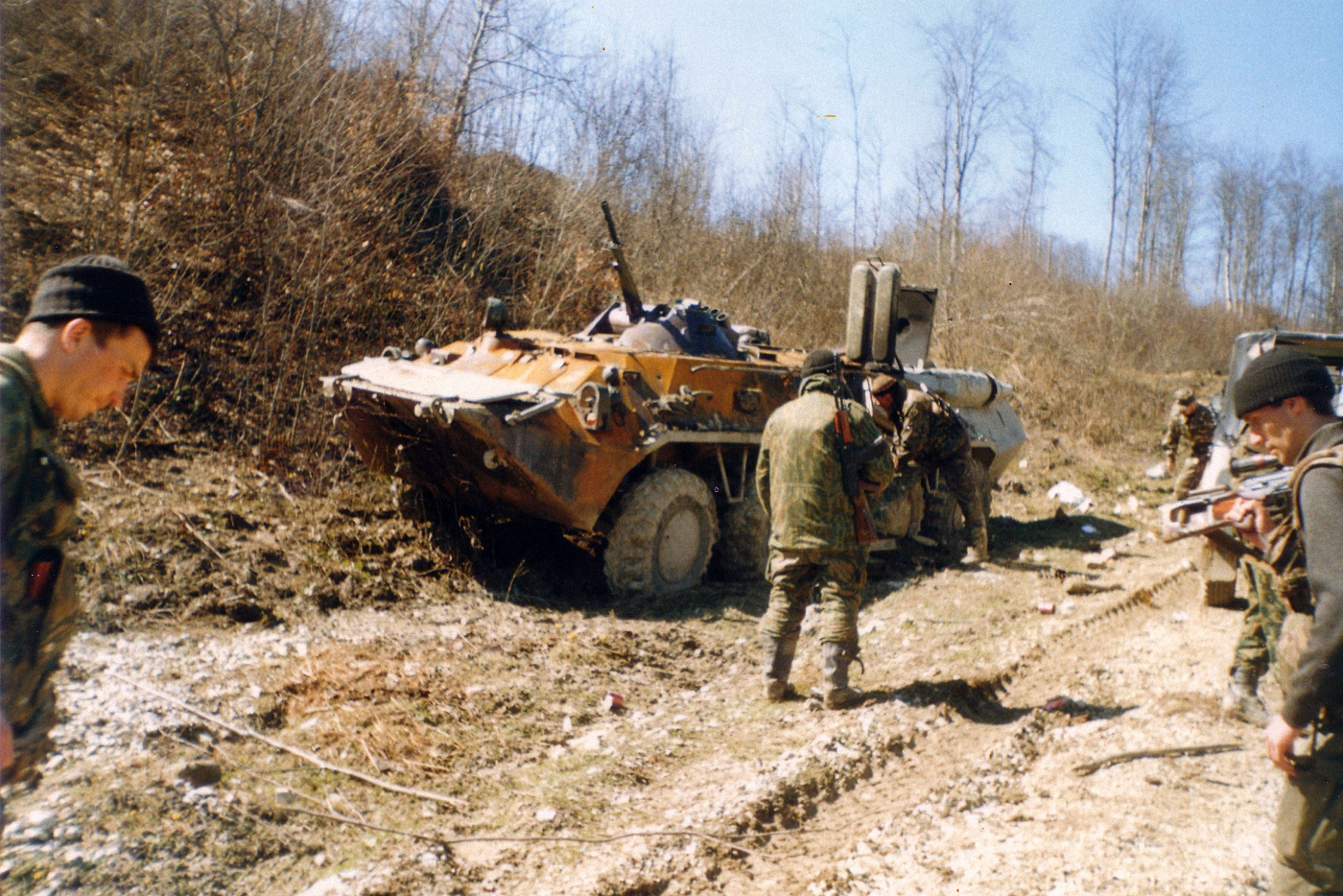
Вторая чеченская война

- 7 августа — вторжение отрядов Шамиля Басаева и Хаттаба в Дагестан (продолжалось до 14 сентября). Фактически считается началом второй чеченской войны.

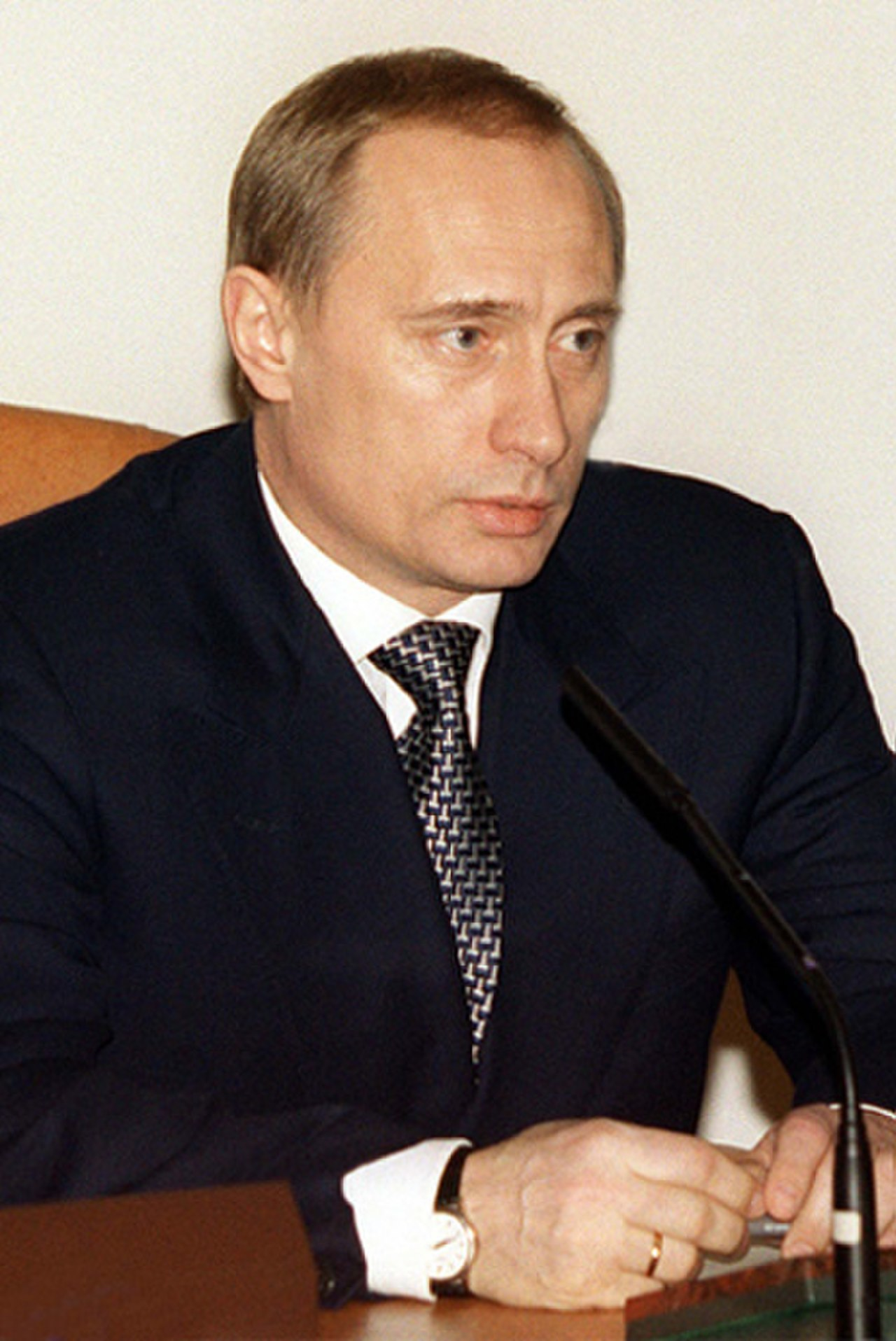
Владимир Путин

- 9 августа — Владимир Путин был назначен и. о. Председателя Правительства Российской Федерации. В тот же день действующий президент Борис Ельцин назвал его своим преемником. 16 августа Путин утверждён председателем правительства РФ[1][3].
- 10 августа — Инцидент с «Атлантик», в котором патрульный самолёт пакистанских ВМС «Атлантик» был сбит истребителем ВВС Индии после нарушения границы.

- 11 августа

Затмение над Францией

  - Полное солнечное затмение, наблюдаемое во Франции, Румынии, Турции[39].
  - Правительство Люксембурга запретило движение тяжёлого грузового автотранспорта по дорогам страны на период солнечного затмения с 10:30 до 13:45 по местному времени. Запрет касается только тех машин, которые будут двигаться из Бельгии, Германии и самого Люксембурга в сторону Франции. Это объясняется тем, что Франция уже объявила об аналогичном запрете на своей территории. Южная половина Люксембурга, включая столицу, попадала в полосу полного солнечного затмения[2].
  - В штате Канзас из программ государственных школ изъяты лекции по теории эволюции Дарвина[2].
- 12 августа — Украиной принято решение о закрытии всех вытрезвителей[2].
- 17 августа
  - Землетрясение на северо-западе Турции. Погибли более 17 тысяч человек.
  - Согласно Постановлению кабинета Министров Украины № 078 ликвидировано Киевское высшее инженерное радиотехническое училище ПВО страны им. маршала авиации А. И. Покрышкина (КВИРТУ ПВО).
- 19 августа — Примерно 150 000 человек участвуют в Белграде в первом массовом митинге сербской оппозиции с конца воздушных налётов НАТО на Югославию. Демонстранты требуют отставки президента Слободана Милошевича.
- 22 августа — самолёт McDonnell Douglas MD-11 авиакомпании China Airlines, рейс 642 совершал посадку в Гонконге во время тайфуна. Из-за сильного ветра самолёт ударился об ВПП, перевернулся и загорелся. Из находившихся на борту 315 пассажиров погибли трое.
- 24 августа
  - В проливе Ла-Манш близ юго-восточного побережья Великобритании круизный корабль 'Норвегиан дрим' с 2400 пассажирами на борту сталкивается с транспортным судном 'Эвер Дисент', экипаж которого составляет 17 человек. Пострадали 3 человека.
  - При посадке в аэропорту Хуаляня загорелся самолёт McDonnell Douglas MD-90 компании Uni Air, погиб 1 человек.
- 27 августа — Конгресс США решил провести слушания по вопросу о причастности «Bank of New York» к «отмыванию» российских криминальных капиталов[2].
- 28 августа — приземление корабля Союз ТМ-29. Экипаж посадки — В. М. Афанасьев, С. В. Авдеев и Ж.-П. Эньере (Франция).
- 29 августа
  - Состоялся учредительный съезд избирательного блока Отечество — Вся Россия.
  - Состоялись выборы Губернатора Свердловской области. Голосование в первом туре не выявило победителя, назначено повторное голосование по кандидатурам Эдуарда Росселя и Александра Буркова[22].
- 30 августа
  - В ходе референдума подавляющее большинство населения Восточного Тимора проголосовало за независимость от Индонезии[2].
  - Сотрудниками ГУБОП МВД РФ задерживается «вор в законе» Александр Окунев, известный в криминальном мире под кличкой Саша-Огонёк. При его задержании изъяты пистолет иностранного производства калибра 7.62 мм и несколько доз героина. По утверждению «Интерфакса» «авторитет» является одной из ключевых фигур в российском преступном мире. В Москве он исполнял роль некоего третейского судьи среди криминальных сообществ столицы.
  - Узбекистан и Намибия установили дипломатические отношения[38].
- 31 августа
  - Взрыв в торговом комплексе «Охотный Ряд» на Манежной площади в Москве. Одна женщина погибла, пострадали 40 человек[1].
  - Катастрофа Boeing 737 в Буэнос-Айресе. Погибли 65 (по другим данным — 64) человек.

### Сентябрь
- 4—16 сентября — террористы произвели серию взрывов жилых домов в Буйнакске, Москве и Волгодонске, в результате которых погибло около 300 человек.
- 5 сентября — состоялись выборы губернаторов Новгородской и Омской областей, губернаторы Михаил Прусак и Леонид Полежаев сохранили свои посты[22].
- 7 сентября — При землетрясении около Афин более 100 человек погибли.
- 9 сентября — По инициативе Муаммара Каддафи на встрече глав африканских государств в Сирте (Ливия) была создана Организация африканского единства (ОАЕ), объединяющая 53 государства Африки[2].
- 12 сентября — в Свердловской области состоялось повторное голосование по выборам губернатора, Эдуард Россель подтвердил свои полномочия[22].
- 19 сентября
  - 17-летняя ученица шестого класса Вики Холл исчезла по дороге домой из ночного клуба в Филикстоу (Суффолк, Англия, Великобритания). Её обнажённое тело было найдено спустя пять дней во рве с водой в 25 милях от Критинг-Сент-Питер (Суффолк, Англия, Великобритания). Подозреваемый, обвинённый в этом убийстве, был оправдан. Убийство не раскрыто.
  - Состоялись выборы губернаторов Ленинградской и Томской областей. В Ленинградской области Валерий Сердюков, длительное время исполнявший полномочия губернатора, выиграл у экс-губернатора Вадима Густова, а в Томской области губернатор Виктор Кресс подтвердил свои полномочия[22].
  - На президентских выборах в Центральноафриканской республике победил действующий президент Анж-Феликс Патассе.
- 20 сентября
  - В Германии скончалась первая леди СССР Раиса Горбачева.
  - В Бельгии, в городе Антверпене начала работу «школа проституток». На курсы могли быть зачислены не только «начинающие», но и те, кто хотел повысить уровень своего профессионального мастерства. Спустя три месяца школа была закрыта под давлением общественных организаций[2].
- 21 сентября
  - Землетрясение на Тайване, более 2000 жертв[2].
  - Установлены дипломатические отношения между Казахстаном и Республикой Конго[36].
- 23 сентября
  - Объявлено об обнаружении в Китае самого древнего из найденных музыкальных инструментов — флейты возрастом 9000 лет[40].
  - На первых прямых президентских выборах в Йемене Али Абдалла Салех переизбран на новый срок. За президента проголосовали 96,2 % избирателей.
  - Установлены дипломатические отношения между Казахстаном и Мьянмой[36].
- 24 сентября — Министр по чрезвычайным ситуациям Сергей Шойгу объявил о создании при поддержке глав многих регионов избирательного блока "Межрегиональное движение «Единство» («Медведь»)
- 25 сентября — Борис Ельцин утвердил положение о Федеральной службе налоговой полиции и установил её штатную численность.
- 26 сентября
  - в Таджикистане прошёл референдум по внесению поправок к конституции, в числе которых поправки об учреждении двухпалатного парламента и увеличение срока президентских полномочий с четырёх до семи лет. За принятие поправок к основному закону страны проголосовало 61,9 % избирателей[41].
  - Взрыв подпольного склада пиротехники приводит к пожару и взрыву ресторана в мексиканском городе Селая. 56 погибших, около 300 раненых.
  - Египетский президент Хосни Мубарак был переизбран на референдуме на 6 лет. На выборах не участвовали оппозиционные кандидаты.
- 29 сентября
  - в России создан Национальный антикоррупционный комитет.
  - Сербская полиция подходит с дубинками и водомётами против 20 000 демонстрантов, которые хотят двигаться к резиденции югославского президента Слободана Милошевича в Белграде. 60 человек ранены.
- 30 сентября — авария на ядерном объекте Токаймура повлекла за собой смерть двух человек[42]. На тот момент это был наиболее серьёзный инцидент в Японии, связанный с мирным использованием ядерной энергии.

### Октябрь
- 1 октября
  - Социалисты укрепили свои позиции на очередных всеобщих парламентских выборах в Португалии.
  - На телеканале НТВ состоялась премьера телеигры «О, счастливчик!».
- 3 октября
  - Парламентские выборы в Австрии вызвали огромный переворот в политическом ландшафте. На этих выборах впервые на второе место вышла ультраправая партия — Австрийская партия свободы.
  - Начался учредительный съезд избирательного блока Единство (Медведь)[43].
  - В непризнанной Республике Абхазия был проведён референдум об отношении граждан к действующей Конституции. Референдум проводился одновременно с выборами Президента Абхазии, победителем стал действующий президент В. Ардзинба.
- 4 октября — В США был создан центр надзора и контроля за преступностью в Интернете. Обязанность нового центра — обнаружение результатов деятельности хакеров в сети и последующее оперативное извещение банков и финансовых институтов о наличии исходящей от хакеров угрозы[2].
- 5 октября
  - В Лондоне близ вокзала Паддингтон произошла железнодорожная катастрофа, унёсшая жизни 31 человека.
  - Атеф Абейд стал премьер-министром Египта.
- 6 октября — президент России Борис Ельцин подписал Федеральный закон «Об общих принципах организации законодательных (представительных) и исполнительных органов государственной власти субъектов Российской Федерации», которым, в частности, закреплена выборность высших должностных лиц субъектов Российской Федерации (президентов, губернаторов, глав администраций и т. п.)[44]
- 7 октября — обнаружен первый в мире компьютерный вирус, внедряющийся на самый высокий уровень безопасности Windows NT — область системных драйверов. Эта особенность делает вирус труднодоступным для лечения в памяти многими антивирусными программами[2].
- 10 октября — в Казахстане прошёл первый тур парламентских выборов.
- 11 октября
  - Как заявил британский астроном Джон Мюррей, исходя из его расчётов, вокруг Солнца по десятой орбите движется огромная планета, по размерам больше Юпитера[2].
  - Во Франции избрана новая Марианна — женщина, чей облик должен будет представлять символ республики. Ею стала известная топ-модель Летиция Каста, которая была отобрана среди прочих претенденток мэрами французских городов[2].
  - В аэропорту Габороне (Ботсвана) пилот авиакомпании Air Botswana[англ.] угнал самолёт ATR-42, после чего протаранил два самолёта авиакомпании. Угонщик погиб.
  - Узбекистан и Шри-Ланка установили дипломатические отношения[38].
- 12 октября
  - В Пакистане правительство Наваза Шарифа свергнуто. Новым правителем стал армейский руководитель Первез Мушарраф.
  - В Сараево родился шестимиллиардный житель Земли — генеральный секретарь ООН Кофи Аннан, находившийся в Боснии с официальным визитом, официально провозгласил Аднана Невича шестимиллиардным жителем Земли[45].
- 17 октября
  - Парламентские выборы на Аландских островах
  - В Минске прошло массовое шествие, организованное белорусскими оппозиционными партиями в ответ на планы объединения Республики Беларусь и Российской Федерации в единое государство. Шествие, собравшее от 20 до 40 тысяч человек, закончилось массовыми столкновениями манифестантов с сотрудниками милиции и ОМОНом, и привело к десяткам пострадавшим с обеих сторон конфликта.
- 18 октября — Вторая чеченская война: российские войска форсировали Терек и продолжили наступление на территорию Чечни[46].
- 19 октября
  - Принято решение о строительстве второго тоннеля под Ла-Маншем. Он будет предназначен исключительно для автомобильного транспорта[2].
  - Установлены дипломатические отношения между Россией и Свазилендом[47][примечание 1].
  - Совет безопасности ООН принял резолюцию № 1269, по которой сможет принимать решения по пресечению терактов во всех странах мира.
- 20 октября
  - Убит лидер фракции «Петербургские районы» Законодательного собрания Санкт-Петербурга Виктор Новосёлов.
  - Абдуррахман Вахид стал президентом Индонезии.
- 24 октября
  - На втором туре парламентских выборов в Казахстане победила партия Отан, которая заняла 23 из 77 мест.
  - На парламентских выборах в Швейцарии Швейцарская народная партия набрала наибольшее количество голосов, однако Социал-демократическая партия осталась крупнейшей парламентской партией, получив 51 из 200 мест Национального совета.
- 25 октября — Американец Рон Харрис открыл в Интернете страничку для проведения торгов человеческими половыми клетками. Создатель нового сайта предлагает приобрести генетический материал «высшего сорта». На аукцион выставлены яйцеклетки красоток из модельного бизнеса[2].
- 26 октября
  - По предложению британского премьер-министра Тони Блэра лорды, заседающие в верхней палате парламента по праву рождения, проголосовали за отмену этого права, уничтожив тем самым одну из основ британского парламентаризма — право лордов на наследование кресла, существовавшее почти 800 лет[2].
  - Главы государств-участников Таможенного союза (Россия, Белоруссия, Казахстан, Кыргызстан, Таджикистан) принимают «Московскую декларацию», согласно которой основной целью интеграции в настоящее время является завершение формирования Таможенного союза как непременного условия подъёма национальных экономик, повышения жизненного уровня людей и устойчивого демократического развития.
- 27 октября
  - Теракт в армянском парламенте. Погибло 8 человек, включая премьер-министра Вазгена Саркисяна и спикера НС Карена Демирчяна.
  - Ирена Дягутене стала и. о. премьер-министром Литовской Республики.
- 29 октября — Илир Мета стал премьер-министром Албании.
- 29 октября—10 ноября — Вторая чеченская война: Бои за Гудермес: полевые командиры братья Ямадаевы и муфтий Чечни Ахмат Кадыров сдали федеральным силам Гудермес.
- 31 октября
  - Боинг 767 египетской авиакомпании EgyptAir упал в Атлантический океан. Погибли 217 человек.
  - Прошёл первый тур президентских выборов на Украине.
  - Прошёл первый тур парламентских выборов в Грузии.

### Ноябрь
- Основана компания Phenomedia. Место расположения — Бохум, Германия.
- 1 ноября — Премьер-министром Армении стал Арам Саргсян.
- 3 ноября — Андрюс Кубилюс назначен на должность премьер-министра Литвы.
- 4 ноября — Гаванский суд постановляет, что США должны выплатить Кубе 181 млрд долларов в качестве моральной компенсации за кампанию лжи и провокаций[48].
- 6 ноября
  - На президентских выборах в Таджикикстане Эмомали Рахмонов одержал победу, набрав 96,9 % голосов[49].
  - На территории Австралии прошёл референдум, которой содержал два вопроса: желают ли жители преобразовать страну из королевства Содружества в республику и по изменению конституции.
- 7 ноября — На президентских выборах в Гватемале победу в первом туре одержал Альфонсо Портильо от Гватемальского республиканского фронта. Гватемальский республиканский фронт одержал победу и на парламентских выборах, получив 63 из 113 мест Конгресса.
- 7—14 ноября — прошёл второй тур парламентских выборов в Грузии.
- 11 ноября — В португальский парламент директор лиссабонского зоопарка приводит льва и тигра в знак протеста против слабого финансирования его учреждения.
- 12 ноября — Извержение вулкана Тунгурауа (Эквадор)[2].
- 13 ноября
  - В Латвии состоялся Референдум об отмене поправок от 5 августа 1999 года к закону «О государственных пенсиях».
  - Эстония вступила в ВТО[50].

- 14 ноября

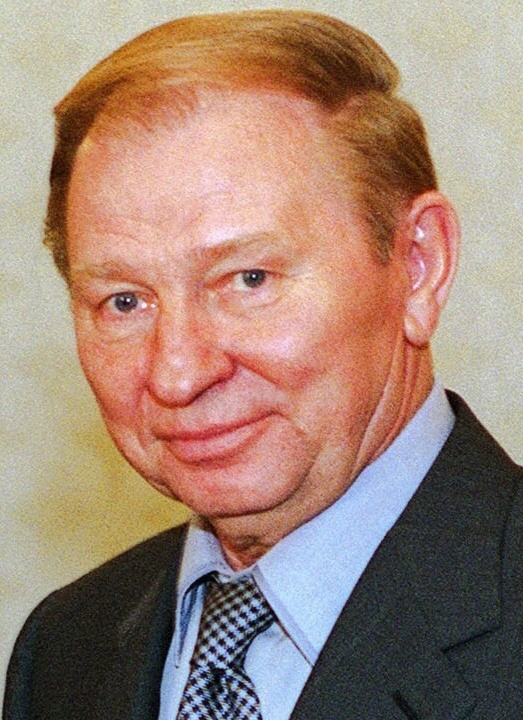
Леонид Кучма

  - Во втором туре президентских выборов на Украине победу одержал действующий президент Леонид Кучма.
  - Первый тур президентских выборов в Македонии.
- 17 ноября — Мохаммед Ганнуши стал премьер-министром Туниса.
- 18—19 ноября — на Стамбульском саммите ОБСЕ было принята Декларации по итогам саммита и подписание Хартии европейской безопасности. Также в Стамбуле 30 государств-членов ОБСЕ подписали Адаптированное соглашение об обычных вооружённых силах в Европе, которое внесло поправки в Договор об обычных вооружённых силах в Европе (с 1990 года), чтобы побороть изменения после окончания Холодной войны и распада Советского Союза. Также не было официальных договорённостей между Россией и Западом из-за вмешательства НАТО в Косовский конфликт и начала Второй чеченской войны.
- 19 ноября — В Усть-Каменогорске (Казахстан) арестовывается группа российских граждан, обвинённых в подготовке государственного переворота.
- 20 ноября — Валентина Матвиенко попала в аварию в Пензенской области, где находилась с рабочим визитом. Вице-премьер правительства России получила тяжёлые ранения, травмы получил и находившийся с ней в машине губернатор Пензенской области Василий Бочкарёв. В ДТП погибли три человека: водители столкнувшихся автомобилей и замгубернатора области Вячеслав Тарасов. Случилась авария по вине водителя УАЗ-452, который вылетел на встречную полосу, проигнорировав требования сотрудников ГАИ, сопровождавших правительственный кортеж.
- 22 ноября — Из-за падения военного самолёта на высоковольтную линию 800 тысяч домов Токио остаются без света.
- 24 ноября — В Северо-Восточном Китае тонет паром, погибли более 300 человек[51].
- 26 ноября
  - В Северном море тонет норвежский паром, погибли 16 человек[52].
  - После госпитализации президент Хорватии Франьо Туджман передал на 2 месяца свои полномочия спикеру парламента Влатко Павлетичу. 10 декабря Туджман скончался.
- 28 ноября — На парламентских выборах в Грузии большинство голосов завоевал «Союз граждан Грузии». Также прошли политические объединения «Возрождение Грузии» (лидер Аслан Абашидзе) и «Промышленность спасёт Грузию» (лидер Гоги Топадзе).
- 29 ноября — На всеобщих выборах в Малайзии большинство вновь получил Национальный фронт, однако его поддержка существенно упала в связи со скандалом с бывшим министром финансов Анваром Ибрагимом, который был осуждён по сфабрикованным обвинениям в коррупции и гомосексуализме.

### Декабрь
- 3—5 декабря — Всеобщие выборы в Мозамбике
- 4—7 декабря — Вторая чеченская война: федеральные силы заняли Аргун[53].
- 5 декабря
  - Прошёл первый тур парламентских выборов в Узбекистане.
  - Президентом Македонии, благодаря поддержке албанского населения, был избран кандидат ВМРО-ДПМНЕ Борис Трайковский.
  - Крушение Ил-114 в Домодедово. Погибли пятеро членов экипажа, выжили двое[54].
- 8 декабря — Александр Лукашенко и Борис Ельцин подписали договор о создании Союзного государства России и Белоруссии[3].
- 11 декабря — в Москве была открыта станция метро «Дубровка».
- 12 декабря
  - Кандидат от Коалиции партий за демократию Рикардо Лагос одержал победу в первом туре президентских выборов в Чили.
  - На парламентских выборах в Туркменистане все места в парламент заняла единственная легальная партия в стране Демократическая партия.
- 14 декабря — взрыв жилого дома в Санкт-Петербурге на проспекте Науки дом 12. Мощность около 1 кг тротила. Жертв нет. В подъезде обрушились лестничные переходы[55].
- 15 декабря — в Венесуэле проведён конституционный референдум для одобрения новой конституции Венесуэлы.
- 15—17 декабря — около 30 тысяч людей погибло в Венесуэле из-за наводнения и оползней.
- 16 декабря — Мугур Исэреску назначен премьер-министром Румынии.
- 17 декабря — в бразильском городе Сан-Паулу у здания консульского учреждения группа неизвестных провела манифестацию под лозунгами, направленными против политики России на Кавказе. Часть манифестантов проникла на территорию дипмиссии, но выдворена силами безопасности[56].
- 19 декабря
  - На выборах в Государственную Думу России третьего созыва больше всех голосов получает КПРФ, Единство и ОВР.
  - Юрий Лужков и Валерий Шанцев переизбраны на посту мэра и вице-мэра Москвы, губернатор Приморского края Евгений Наздратенко, губернатор Вологодской области Вячеслав Позгалёв и губернатор Ярославской области Анатолий Лисицын сохранили свои посты, в Московской, Новосибирской, Оренбургской, Тамбовской, и Тверской областях назначено повторное голосование[22].
  - Во втором туре парламентских выборов в Узбекистане. Народно-демократическая партия Узбекистана стала крупнейшей партией собрав 49 из 250 мест.
  - 96-й старт (STS-103) по программе Спейс Шаттл. 27-й полёт шаттла Дискавери. Экипаж — Кёртис Браун, Скотт Келли, Стивен Смит, Майкл Фоул, Джон Грансфелд, Клод Николье (Швейцария), Жан-Франсуа Клервуа (Франция). Третья экспедиция по обслуживанию телескопа Хаббл.
- 20 декабря
  - Португалия передала остров Макао Китаю[2].
  - Окил Окилов назначен премьер-министром Таджикистана.
- 22 декабря
  - Указом Президента Российской Федерации № 1695 от 22 декабря 1999 года за мужество и героизм, проявленные при выполнении специального задания рядовому Зайцеву Андрею Сергеевичу присвоено звание Героя Российской Федерации (посмертно).
  - Парламент Украины проголосовал за назначение Виктора Ющенко на пост главы правительства.
  - Узбекистан и Перу установили дипломатические отношения[38][примечание 2].
  - Катастрофа Boeing 747 под Лондоном. Погибли все 4 члена экипажа на его борту.
- 23 декабря
  - Взрыв в здании районного суда в Санкт-Петербурге. Были ранены 3 человека[23].
  - Ахмед Бенбитур стал премьер-министром Алжира.
- 25 декабря — на подходе к аэропорту Валенсия, после 40-минутного ожидания посадки, самолёт «ЯК-42Д» кубинской компании «Cubana», следующий по маршруту Гавана — Валенсия, врезался в горы Токуито[уточнить] и взорвался в 5 милях от аэропорта. Все 22 человека, бывших на борту, погибли.
- 26 декабря
  - Прошло повторное голосование по выборам Оренбургской и Тамбовской областей, закончившееся неудачей для действующих губернаторов. В Оренбургской области победил депутат — аграрий Алексей Чернышёв, в Тамбовской области — бывший губернатор — назначенец Олег Бетин[22].
  - Вторая чеченская война: начало осады Грозного.
  - Во втором туре президентских выборах в Гватемале побеждает Альфонсо Портильо.
- 27 декабря — В результате нового урагана в ночь на 28 декабря обрушившегося на юго-запад Франции погибают по меньшей мере 17 человек. Порывы ветра достигают 150 километров в час[2].
- 28 декабря — Сапармурат Ниязов объявлен пожизненным президентом Туркменистана[2].
- 29 декабря — Президент Туркменистана Сапармурат Ниязов подписывает закон об отмене смертной казни[2].

- 31 декабря

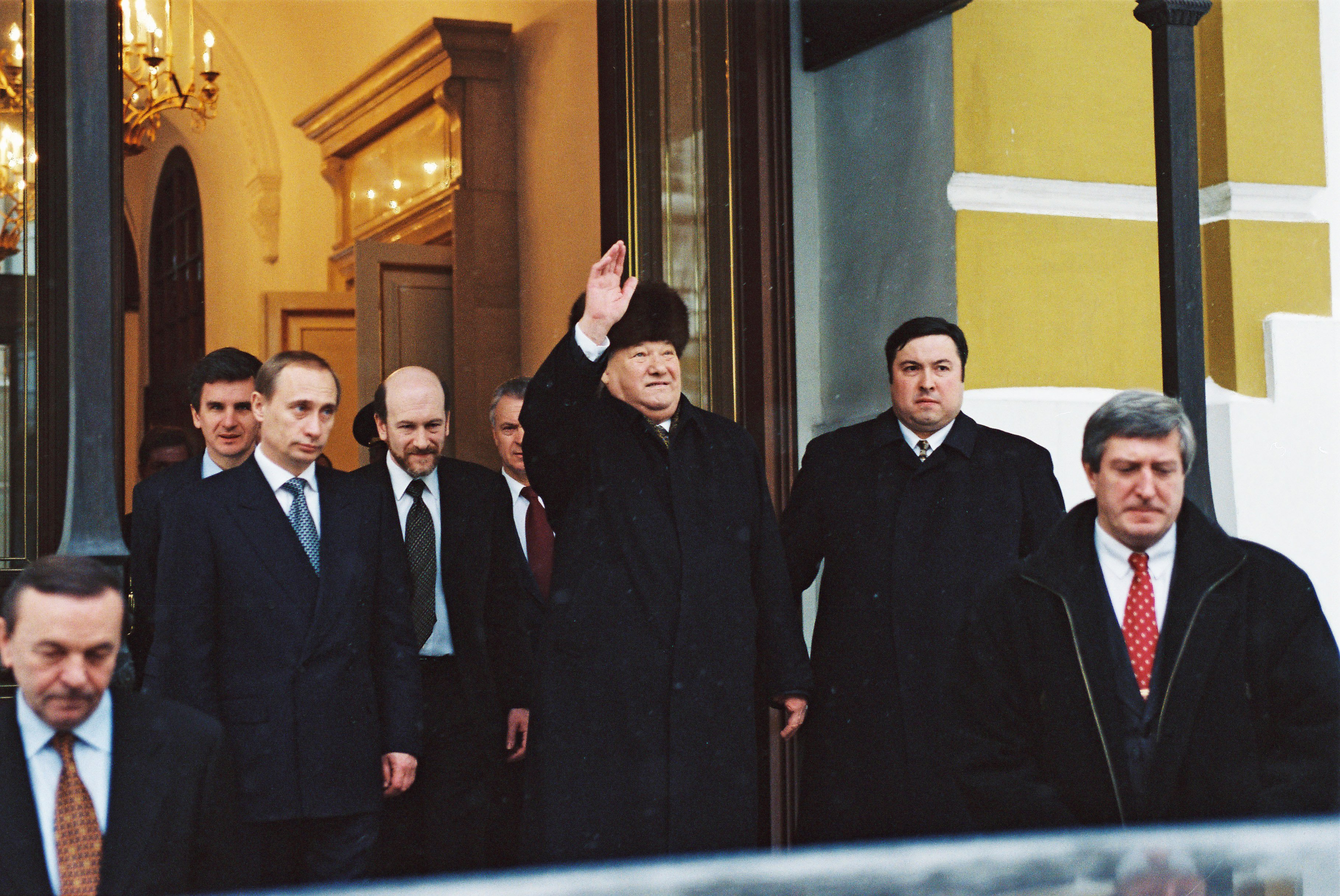
Владимир Путин, руководитель администрации президента Александр Волошин и Борис Ельцин, который покидает Кремль. 31 декабря 1999 года.

  - Первый президент Российской Федерации Борис Ельцин ушёл в отставку[57]. Исполняющим обязанности президента России стал председатель Правительства РФ Владимир Путин[58][1][2][3].
  - США передали правительству Панамы контроль над Панамским каналом.

### Без точных дат
- По расчётам ООН, население Земли достигло 6 миллиардов человек[59].
- Завершение волнений в Бахрейне.
- Убийство братьев Бютюки.

### Продолжающиеся события
- Гражданская война в Бирме
- Гражданская война в Анголе
- Ачехский конфликт
- Вторая гражданская война в Судане
- Гражданская война на Шри-Ланке
- Турецко-курдский конфликт
- Арабо-израильский конфликт
- Карабахский конфликт
- Гражданская война в Сомали
- Гражданская война в Афганистане
- Грузино-южноосетинский конфликт
- Грузино-абхазский конфликт
- Вторая чеченская война

## Вымышленные события
В августе 1999 года происходят события аниме Digimon Adventure.

## Искусство

### Кино
- В России на экраны выходят фильмы:
- «Восемь с половиной долларов» Григория Константинопольского
- «Мама» Дениса Евстигнеева
- «Женская собственность» Дмитрия Месхиева)
- «Женщин обижать не рекомендуется» Валерия Ахадова
- «Кадриль» Виктора Титова
- «Криминальное танго» Дина Махаматдинова
- «Плачу вперёд!» Виктора Титова
- «Русский бунт» Александра Прошкина
- «Тонкая штучка» Александра Полынникова
- «Шахтёры» Дмитрия Михлеева
- На мировые экраны выходят фильмы:
- «69» (Таиланд) Пен-Ек Ратанаруанга
- «Американский пирог» (США) Пола Уэйтца и Криса Уэйтца
- «Бойцовский клуб» (США) Дэвида Финчера
- «Большой папа» (США) Денниса Дугана
- «Власть страха» (США) Филиппа Нойса)
- «Девственницы-самоубийцы» (США) Софии Копполы
- «Девушка на мосту» (Франция) Патриса Леконта
- «Девятые врата» (Испания-Франция-США) Романа Полански
- «Детройт — город рока» (США) Адама Рифкина
- «Догма» (США) Кевина Смит
- «Дорога на Арлингтон» (США) Марк Пеллингтон
- «Жестокие игры» (США) Роджера Камбла
- «Годзилла: Миллениум» (Япония) Такао Окавара
- «Завтрак для чемпионов» (США) Алана Рудольфа
- «Звёздные войны. Эпизод I: Скрытая угроза» (США) Джорджа Лукасу
- «Зелёная миля» (США) Фрэнка Дарабонта
- «Гамера 3: Месть Ирис» (Япония) Сусукэ Канэко
- «И целого мира мало» (Великобритания-США) Майкла Эптеда
- «Красота по-американски» (США Сэма Мендеса
- «Матрица» (США) Сестёр Вачовски)
- «Мужчина по вызову» (США) Майка Митчелла
- «Пёс-призрак: путь самурая» (США-Япония) Джима Джармуша
- «Прерванная жизнь» (США) Джеймса Мэнголда
- «Парни не плачут» (США) Кимберли Пирса
- «Розетта» (Франция-Бельгия) Братьев Дарденн)
- «С широко закрытыми глазами» США-Великобритания Стэнли Кубрика
- «Сбежавшая невеста» (США) Гарри Маршалла
- «Сонная лощина» (США-Германия) Тима Бёртона
- «Талантливый мистер Рипли» (США) Энтони Мингеллы
- «Шестое чувство» (США) М. Найта Шьямалана
- «Экзистенция» (Канада, Великобритания) Дэвида Кроненберга

### Музыка
См. также: 1999 год в музыке
- 6.3.0. (Мэd Dог)
- Arcane XIII (Poema Arcanus)
- Kauan (Tenhi)
- Midnattens Widunder (Finntroll)
- Lenny Wolf (Lenny Wolf)
- Ravishing Grimness (Darkthrone)
- Rebirth (Pain)
- Splinter (Sneaker Pimps)
- Wasting The Dawn (The 69 Eyes)
- Запоздалый экспресс (Алексей Глызин)
- Каждый хочет любить (Валерий Леонтьев)
- Канатный плясун (Валерий Леонтьев)
- Родина ждёт героев (F.P.G.)
- Кукрыниксы (Кукрыниксы)
- Абрикосы (Монгол Шуудан)
- Батарейка (Жуки)
- Паранойя (Николай Носков)
- Каллы (Ногу свело!)
- Платье из роз (Маша Распутина, сингл)
- S&M (Metallica)
- СОЮЗ Популярных Пародий 717 (Красная плесень)
- Марафон (Дискотека Авария)

## Родились
См. также: Категория:Родившиеся в 1999 году

### Январь
- 8 января — Дамиано Давид, итальянский певец и автор песен, вокалист итальянской рок-группы Måneskin.
- 9 января - Жедсон Фернандеш,                     португальский футболист, полузащитник московского Спартака

### Февраль
- 11 февраля — Андрей Алексеевич Лунин, Украинский вратарь, вратарь сборной украины и клуба «Реал Мадрид»

### Март
- 5 марта — Мэдисон Бир, американская певица.

### Апрель
- 10 апреля — Егор Клинаев, российский актёр, певец и телеведущий. (погиб в 2017)
- 22 апреля — Алексей Лукин, российский актёр.

### Май
- 5 мая
  - Нэтан Чен, американский фигурист-одиночник, двукратный олимпийский чемпион в личном и командном первенствах (2022 год), трёхкратный чемпион мира (2018, 2019, 2021), чемпион четырёх континентов (2017), многократный чемпион США.
  - 6 Dogs — американский рэпер, художник, графический дизайнер и модельер. (ум. 2021)

### Июнь
- 1 июня — Дмитрий Алиев, российский фигурист-одиночник, чемпион Европы 2020 года.
- 10 июня — Элли Бланш Дельво, бельгийская певица и автор песен. Бланш является представительницей Бельгии на Евровидении 2017.
- 11 июня — Кай Хаверц, немецкий футболист, полузащитник «Челси» и сборной Германии.

### Август
- 11 августа — Со Чанбин, южнокорейский певец, участник группы Stray Kids.
- 16 августа — Карен Чен, американская фигуристка, выступающая в одиночном катании, олимпийская чемпионка в командном соревновании (2022), чемпионка США.
- 28 августа — Александр Галлямов, российский фигурист, выступающий в парном катании, чемпион мира 2021 года.

### Сентябрь
- 3 сентября — Rich Brian, индонезийский рэпер, продюсер и автор песен.
- 9 сентября — Билал Ассани, французский певец и видеоблогер марокканского происхождения, представитель Франции на Евровидении-2019.
- 25 сентября — Брайн Мапс, российский видеоблогер и летсплейщик, владелец YouTube-канала «TheBrianMaps».

### Октябрь
- 7 октября — Марьяна Ро, российская певица и видеоблогер.
- 27 октября — Slava Marlow, российский рэп-исполнитель, музыкальный продюсер, композитор и битмейкер.

### Ноябрь
- 14 ноября — Семён Трескунов, российский актёр.
- 19 ноября — Евгения Медведева, российская фигуристка, двукратная чемпионка мира и Европы (2016, 2017), двукратный серебряный призёр Олимпийских игр (2018).

## Скончались
- 7 марта — Стэнли Кубрик, британский и американский кинорежиссёр, сценарист, кинопродюсер, кинооператор и фотограф.
- 2 мая — Оливер Рид, британский актёр.
- 7 августа — Брайон Джеймс, американский актёр, прославившийся ролями в классических фильмах ужасов и фантастических лентах категории «В».
- 16 сентября — Очирбатын Дашбалбар, монгольский поэт.
- 22 сентября — Джордж К. Скотт, американский актёр, режиссёр и продюсер, обладатель премии «Оскар».
- 30 сентября — Дмитрий Лихачёв, знаменитый русский филолог, академик, общественный деятель.
- 6 ноября — Шлейм Аммар, тунисский нейропсихиатр и поэт (ум. в 1999).
- 23 декабря — Тимур Гайдар, советско-российский журналист и писатель, контр-адмирал, отец Егора Гайдара.

## Персоны года
Человек года по версии журнала Time — Джефри Бэзос, Альберт Эйнштейн («Человек века»; первый человек, выбранный посмертно).

## Нобелевские премии
- Физика — Герард Хоофт и Мартин Вельтман — «За прояснение квантовой структуры электрослабых взаимодействий».
- Химия — Ахмед Зевейл — «За исследование переходных состояний, возникающих во время химических реакций, с использованием фемтосекундной техники».
- Медицина и физиология — Гюнтер Блобел — «За обнаружение в белковых молекулах сигнальных аминокислот последовательностей, ответственных за адресный транспорт белков в клетке».
- Экономика — Роберт Манделл — «За анализ монетарной и фискальной политики при различных обменных курсах и за анализ оптимальных валютных зон».
- Литература — Гюнтер Грасс — «За то, что его игривые и мрачные притчи освещают забытый образ истории».
- Премия мира — «Врачи без границ» — «За гуманитарную деятельность и помощь пострадавшим во время вооружённых конфликтов от природных, техногенных катастроф».

## Комментарии
1. ↑  Посол России в Мозамбике также является послом по совместительству в Свазиленде.
2. ↑  В Узбекистане аккредитован почётный консул Перу.